# Mussol d'Etiòpia
El mussol d'Etiòpia (Asio abyssinicus) és una espècie d'ocell de la família dels estrígids (Strigidae). Habita boscos de l'oest i centre d'Etiòpia, centre de Kenya, oest d'Uganda, Ruanda i la zona limítrofa de la República Democràtica del Congo. El seu estat de conservació es considera de risc mínim.